# Everytime I look at you (canción de Il Divo)
«Everytime I Look At You» («cada vez que te miro» en español) es una canción en inglés creada para el cuarteto de crossover clásico Il Divo, incluida en su disco «Il Divo» (2004) y en el recopilatorio «The Greatest Hits» (2012) escrita y compuesta por Andy Hill y John Robinson Reid.